# Врублевский, Юрий Антонович
Ю́рий Анто́нович Врубле́вский (28 апреля 1928, Шалкар — 14 сентября 2018) — советский боксёр и тренер по боксу. Как боксёр выступал за сборную Свердловской области в 1950-х годах, двукратный бронзовый призёр первенств РСФСР, многократный победитель первенств областных советов спортивных обществ «Металлург» и «Труд». Как тренер внёс значительный вклад в развитие бокса в городе Серове, подготовил здесь более тридцати мастеров спорта и двух мастеров спорта международного класса — в 2000 году удостоен звания заслуженного тренера России. Судья республиканской категории.

## Биография
Родился 28 апреля 1928 года в городе Шалкар Актюбинской области Казахской ССР. Когда ему было три года, отец и мать умерли от туберкулёза, в результате мальчик жил в нескольких детдомах, пока в семь лет его не забрала тётя.
После окончания семи классов школы работал в местном локомотивном депо, активно заниматься спортом начал там же в возрасте шестнадцати лет — состоял в секции тяжёлой атлетики городского совета станции Узловая добровольного спортивного общества «Локомотив». Имеет в тяжёлой атлетике некоторые достижения, в частности становился призёром первенства КазССР. Во время Великой Отечественной войны продолжал работать на железной дороге, вместе с другими подростками сопровождал товарные составы.
Начиная с 1947 года проходил срочную службу в Железнодорожных войсках, учился в полковой кавалерийской школе в Ярославле, где впервые стал заниматься боксом. Затем, после окончания кавалерийского училища, в 1949 году был направлен в железнодорожную часть в городе Серове, в звании сержанта командовал здесь взводом гужевого транспорта. Ещё будучи военнослужащим, уже достиг некоторых успехов в боксе: одержал победы на первенстве своего корпуса, попал в число призёров на первенстве Железнодорожных войск СССР.
В 1951 году Врублевский был демобилизован из вооружённых сил, но при этом остался жить в Серове, устроившись работать в мартеновский цех Серовского металлургического завода. Как боксёр проходил подготовку под руководством таких специалистов как Борис Борцов и позже Николай Сергеев. В 1954 году завоевал бронзовые медали на первенстве Центрального совета добровольного спортивного общества «Металлург» в Сталинграде и на первенстве РСФСР. Год спустя вновь получил бронзовые медали чемпионата РСФСР, прошедшего в Чебоксарах, первенства ЦС ДСО «Металлург», состоявшегося в городе Боровичи Ленинградской области. По итогам сезона 1956 года занял шестое место в числе лучших советских боксёров. Также в этот период в общей сложности семь раз побеждал на чемпионате Свердловской области, неоднократно выигрывал первенства областных советов спортивных обществ «Металлург» и «Труд». Завершил карьеру спортсмена в 1958 году (имеет в послужном списке 128 боёв, из них 116 выиграл).
Ещё оставаясь действующим боксёром и работником металлургического цеха, с 1956 года Юрий Врублевский начал заниматься тренерской деятельностью. Уже в 1963 году один из его учеников Валерий Боровиков был удостоен звания мастера спорта — он сумел дойти до финала чемпионата Войск ПВО СССР, потерпев в решающем поединке поражение от олимпийского чемпиона Олега Григорьева. Всего за долгие годы тренерской практики Врублевский подготовил в Серове более 30 мастеров спорта, а двое его воспитанников удостоились звания мастеров спорта международного класса: это бронзовый призёр чемпионата Европы Анатолий Клюев и двукратный чемпион СССР, победитель многих международных матчевых встреч Владимир Куимов.
Кроме того, начиная с 1953 года Врублевский часто принимал участие в боксёрских матчах в качестве судьи: занимался обслуживанием турниров на первенство СССР, РСФСР, центральных советов спортивных обществ «Труд» и «Динамо», неоднократно участвовал в соревнованиях областного и всероссийского значения. В 1979 году получил статус судьи республиканской категории. После выхода на пенсию вплоть до глубокой старости продолжал работать на тренерском и судейском поприщах (вынужден был прекратить тренерскую деятельность из-за перелома шейки бедра).
Был женат, с супругой Маргаритой Алексеевной прожил в браке 57 лет. Есть дочь Ирина, внучка и два правнука.
Юрий Антонович Врублевский имел множество регалий и наград, награждён почётными грамотами Государственного комитета по физической культуре и спорту РСФСР, Центральных советов ДСО «Труд» и ФСО «Динамо», Губернатора Свердловской области, комитета по физической культуре и спорту Свердловской области, Главы города Серова. Отмечен медалями «За отвагу» и «За победу над Германией в Великой Отечественной войне 1941—1945 гг.». В 2000 году удостоен почётного звания «Заслуженный тренер России».
Скончался 14 сентября 2018 года.
27 апреля 2019 года на стене Серовской детско-юношеской спортивной школы установлена мемориальная доска в честь Врублевского. Также в честь Врублевского в Серове ежегодно проходят боксёрские турниры.